# Riddarholmsbranden 1802

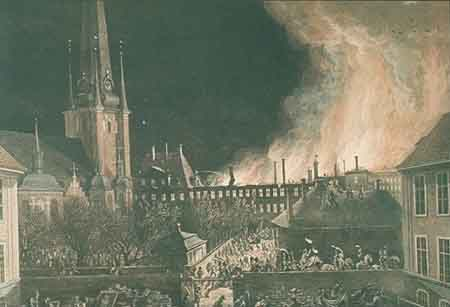
Riddarholmsbranden av C.S. Graffman, vy från Hessensteinska palatset.

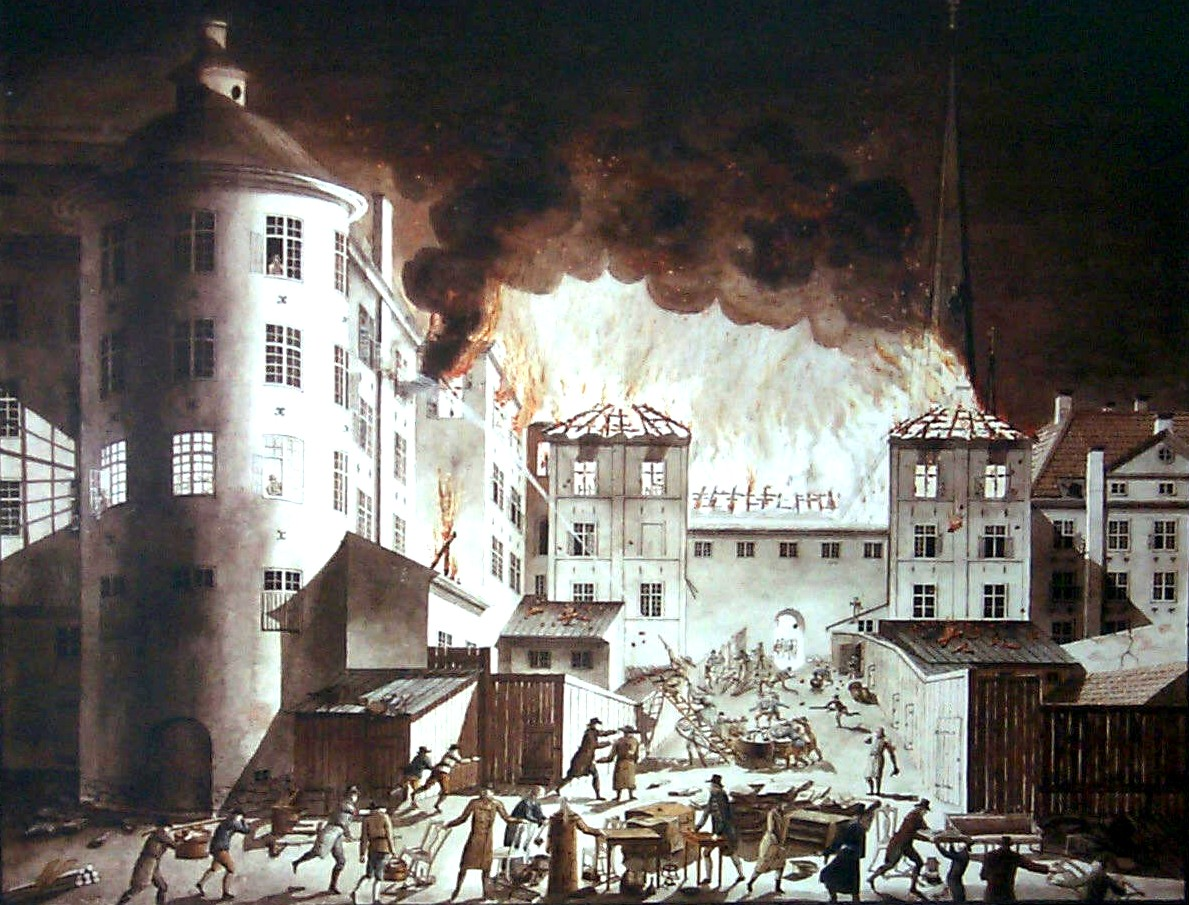
Wrangelska och Cruuska palatsen.

Riddarholmsbranden var en eldsvåda som drabbade Riddarholmen i Stockholm den 15 november 1802.

## Förlopp
Branden började tidigt på morgonen i Kammarrättens gamla hus (Cruuska palatset) orsakad av en vaktmästares slarv vid eldning. Elden spred sig snabbt till södra sidan av huset och tände även taket på gamla Kungshuset (Wrangelska palatset). Taket på Kammarrättens hus antändes utom på västra flygeln som blev alldeles oskadad. Det brinnande taket ramlade ner och tände trossbottnen ovanför översta våningen. I södra tornet på Kungshuset störtade de bägge våningarnas trossbottnar in och förstörde i fallet tornets yttermur. Inte förrän på eftermiddagen följande dag var branden under kontroll. Garnisonsregementena deltog i släckningsarbetet liksom civila borgare och tjänstemän med flera och kungen, Gustav IV Adolf, förde själv befälet.

## Skador och följder
Riksregalierna fördes redan i början av branden från Kammarkollegium till slottet och de flesta av ämbetsverkens handlingar kunde även räddas. Vid branden förstördes emellertid det redan då närmare 300-åriga träsnittet Blodbadstavlan som förvarades i Kammararkivet i Kungshuset.
Kyrkogårdsmuren revs fyra år efter branden, kyrkogården togs bort och platsen gjordes om till sedermera Birger jarls torg.